# Sérgio Azevedo
Sérgio Azevedo (født 23. august 1968 i Coimbra, Portugal) er en portugisisk komponist, lærer og forfatter.
Azevedo studerede komposition på Academia de Amadores de Música i Lissabon hos Fernando Lopes-Graca. Han har også fået undervisning af Louis Andriessen og Emmanuel Nunes. Azevedo har skrevet 3 symfonier, sinfonietta, orkesterværker, kammermusik, suiter, koncertmusik, sonater, klaver stykker, korværker, vokalmusik, oratorier etc.
Han har undervist som lærer i komposition på mange forskellige skoler og universiteter, og har skrevet bøger og artikler om musik.

## Udvalgte værker
- Lille Symfoni "for Luigi Boccherini" - for orkester
- Symfoni - for strygeorkester
- Symfoni - "for ni Instrumenter - piccolofløjte, 2 oboer, 2 klarinetter, 2 trompeter og 2 fagotter
- Koncert - for orkester
- Sinfonietta - for orkester
- Klaverkoncert - for klaver og orkester